# Vantanea celativenia
Vantanea celativenia är en tvåhjärtbladig växtart som först beskrevs av Paul Carpenter Standley, och fick sitt nu gällande namn av José Cuatrecasas. Vantanea celativenia ingår i släktet Vantanea och familjen Humiriaceae. Inga underarter finns listade i Catalogue of Life.